# إيفي بانكروفت
إيفي بانكروفت (بالإنجليزية: Effie Bancroft) (1840، دونكاستر في المملكة المتحدة - 1921 في المملكة المتحدة)؛ روائية بريطانية.